# Leonardo Cilaurren
Leonardo Cilaurren Uriarte (Bilbao, 5 novembre 1912 – Madrid, 9 dicembre 1969) è stato un calciatore spagnolo.

## Carriera

### Club
Cresciuto nelle giovanili dell'Arenas Club de Getxo, debuttò con la prima squadra nella Primera División spagnola durante la stagione 1929-1930.
Al termine del campionato 1932-33 passa all'Athletic Bilbao, con cui vince immediatamente la Coppa del Re. Con i baschi disputò 5 stagioni, totalizzando 105 presenze (49 in campionato), vincendo due campionati ed altrettante Coppe di Spagna.
Allo scoppio della Guerra civile spagnola, nel 1936, i campionati vennero sospesi e lui giocò con la nazionale dei paesi baschi in un tour europeo volto a raccogliere fondi per i rifugiati baschi, nonché svolgere propaganda a favore del governo basco e della Repubblica. 
Quando la città di Bilbao cadde nelle mani di Franco, la selezione basca continuò il tour in America.
In Messico disputò la Major League 1938-39, con il nome di Club Deportivo Euzkadi. Al termine della stagione la selezione basca venne sciolta, ma Cilaurren decise di non rientrare in Spagna, anche a causa dell'avversione al neonato regime che ne impossibilitava il rientro in patria.
Nel 1939 unitamente a Gregorio Blasco si trasferì in Argentina firmando per il River Plate, e due anni più tardi al Penarol in Uruguay. In breve passò al Real Club Espana in Messico, con cui rimase fino al 1945 vincendo numerosi trofei.

### Nazionale
È stato convocato con la Nazionale spagnola in 14 occasioni. Il suo debutto risale al 9 dicembre 1931 nella partita Inghilterra-Spagna 7-1.
Ha inoltre partecipato al Campionato mondiale di calcio 1934.

## Palmarès

### Competizioni nazionali
- Campionato spagnolo: 2

Athletic Bilbao: 1933-1934, 1935-1936
- Coppa di Spagna: 2

Athletic Bilbao: 1932 e 1933